# Не цього серпня
«Не цього серпня» або «Різдвяна Єва» (англ. Not This August / Christmas Eve) — науково-фантастичний роман Сиріла Корнбласа, який потрапив до шорт-листа премії «Г'юго». Вийшов 1955 року у видавництві Doubleday. У травні-червні 1955 року був серіалізований у канадському журналі «Макліан». Перероблене видання з новою передмовою та післямовою від Фредерика Поля вийшло 1981 року у видавництві Tor Books, ISBN 0-523-48518-2.. Назва запозичена від роману Ернеста Гемінґвея «Нотатки про наступну війну».

## Сюжет
станом на 1965 рік Сполучені Штати та Канада вже три роки ведуть війну з Радянським Союзом та Китайською Народною Республікою. Ядерна зброя обох сторін неефективна, оскільки зенітні ракети збивають будь-які бомбардувальники або керовані ракети, тому сили сухопутних військ здійснили більшу частину боїв. Комуністичні держави, чиї армії значно перевищують за чисельністю північноамериканські, завоювали Західну Європу, вторглися в Південну Америку і рухаються до Техасу. Всі американські чоловіки зобов'язані або виконувати сільськогосподарську роботу, щоб годувати збройні сили, або бути готовими до військової, будівельної чи фабричної служби. Харчування, електрика та бензин під жорстким контролем, лише два CONELRAD транслюються по радіостанціях, і, як повідомляється, Нью-Йорк перебуває в воєнному стані.
Біллі Джастін, 37-річний комерційний художник та ветеран Корейської війни, працює на молочній фермі в «Чіуна-Сентер» в Нью-Йорку, коли радіо оголошує, що радянські та китайські сили перейшли канадсько-американську лініюмоборони в Ель-Пасо, штат Техас. Останні американські військово-морські сили були знищені трьома місяцями раніше, але ці новини були під грифом «цілком таємно». Комуністичні армії знищують у Лос-Аламосі, штат Нью-Мексико, недороблений Янкі Дадл, супутник, здатний скидати термоядерні бомби з орбіти, які неможливо збити.
Президент капітулює перед комуністами, які протягом найближчих декількох місяців розділять Сполучені Штати по річці Міссісіпі й разом з цим утворюють Північноамериканську Народну Демократичну Республіку. Окрім військового гарнізону, офіційного роззброєння, пошуку ядерних матеріалів, та встановлення виробничих квот на продовольство, капітуляція Сполучених Штатів зберігає «Чіуна-Сентер» переважно недоторканим. Комуністи підтримували членів комуністичної п'ятої колони, які таємно сприяли вторгненню, щоб не дати американцям сформувати новий уряд, але в іншому випадку вони відносно мирні та взаємодіють з чорним ринком.
Параплегік приходить до хутора Джастіна з проханням про роботу; він генерал Холлеріт, ветеран вже минулої війни. Він та Джастін приєднуються до руху спротиву, щоб закінчити справжній супутник, пілотовану космічну станцію, заховану в «Чіуна-Сентер», які Сполучені Штати будували протягом 15 років. Ця місія потребує самопожертви та інженерних знань для запуску. Проте прибувають службовці МВД, які розстрілюють корумпованих радянських солдатів, й встановлюють набагато жорстокіші закони. Вони захоплюють всіх змовників, окрім Джастіната генерала.
Джастін дізнається, що контакти, яких він так потребує. знаходяться у Вашингтоні, штат Пенсильванія. Подорожуючи з проповідником Спаргоуком, Джастін проходить сотні миль від «Чіуна-Сентер» до Вашингтона, користуючись політикою Демократичної Республіки, яка поважає свободу віросповідань американців. У Вашингтоні Джастін отримує розпорядження від загальнонаціонального руху опору про напад, запланований на Різдво в «Чіуна-Сентер», щоб звільнити супутник.
Незважаючи на арешти та катування місцевих фермерів Радянською окупаційною владою, вони ігнорують те, що «Різдвяна ніч», це м'яка присяга, яку вони почули під катуванням різних громадян, а це означає, що цього дня розпочнеться справжня бійня. Під керівництвом Голлеріта вибухають мости навколо Центру, також розпочинається саботаж на навколишніх військових складах. Городяни, багато з яких є ветеранами війни, борються з радянськими військами та запускають станцію.
Сили Голлеріта тріумфують, а американці передають ультиматум Радам та китайцям: супутник буде озброєний та знищить Москву й Пекін через 24 години, якщо окупаційні солдати не залишать американську землю і не звільнять всіх військовополонених. Голлеріт пропонує Джастіну важливі посади в новому уряді та суспільстві, але він відмовляється від них і стає на колінах у молитві зі Спаргоуком, побоюючись виконання погроз взаємогарантоване знищення один одного.

## Відгуки
Оглядач «Гелексі» Флойд С. Гейл високо оцінив роман як «вірогідний у всьому і ґрунтовно страшний». «Бостонський вісник» дав позитивний відгук, а «Трибуна Чикаго» називає: «Найнадійнішою реалістичною науково-фантастичною книгою з [часів] Орвеллівського „1984“...».